# غوادالوبي (نويفو ليون)
وادي اللُّب أو (نقحرة: غوادالوبي) ، نويفو ليون هي مستوطنة، ومدينة، في المكسيك، تتبع ولاية نويفو ليون، بلغ عدد سكانها 691,931 نسمة في 2005، تبلغ مساحتها 151.3 متر مربع (0.0001513 كـم2)، رمزها البريدي هو 67100.

## مدن توأم
المدن التوأم:
- ماكالين، تكساس.

## أعلام
- خوسيه أرتور ساليناس غارزا
- ألفونسو رودريغيز أوتشوا
- هيكتور غارسيا غارسيا
- خيسوس بالاسيوس
- جوناثان دي ليون
- أوسكار غيريرو سيلفا